# Mandarin Oriental Prague
Pour les articles homonymes, voir Mandarin Oriental.
Le Mandarin Oriental Prague est un hôtel de luxe situé à Prague, appartenant à la chaîne internationale d'hôtels Mandarin Oriental. 

## Description

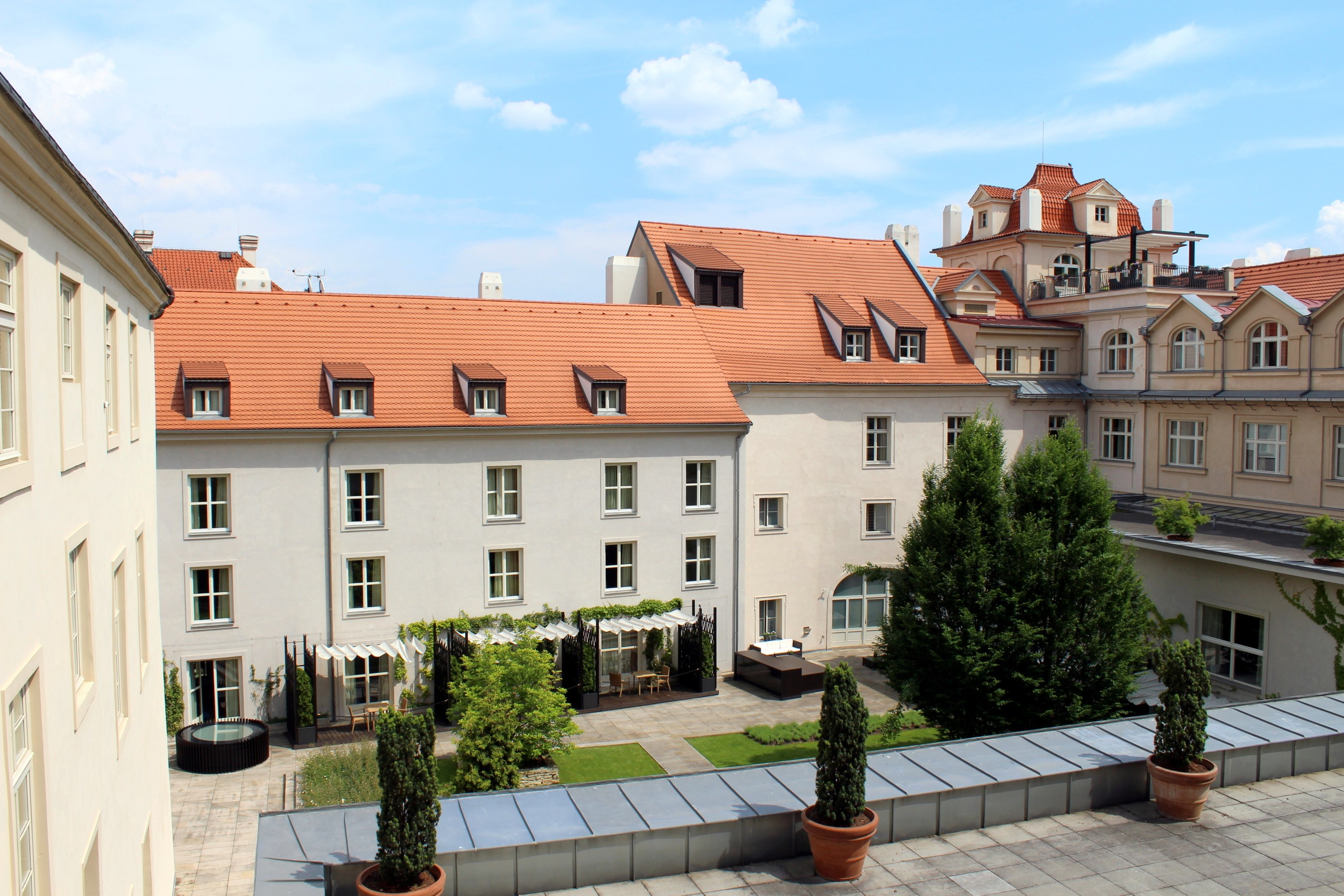
L'ancien monastère dominicain de Mala Strana

Prague Hôtel Mandarin Oriental est situé dans l'ancien monastère dominicain à Prague 1 dans le quartier de Mala Strana. L'hôtel a été construit en 2006 sur un ancien monastère délabré, reconstruit pour l'occasion. La proposition initiale de reconstruction du bâtiment incluait l'ancienne église attenante de Marie-Madeleine, mais cela ne se réalisa pas. L'église fut plus tard reconstruite pour les besoins du Musée de la musique tchèque. 

## Voir également
- Mandarin Oriental, Hong Kong
- Mandarin Oriental, Bangkok
- Mandarin Oriental Paris
- Mandarin Oriental Hyde Park, Londres